# Wąż faraona

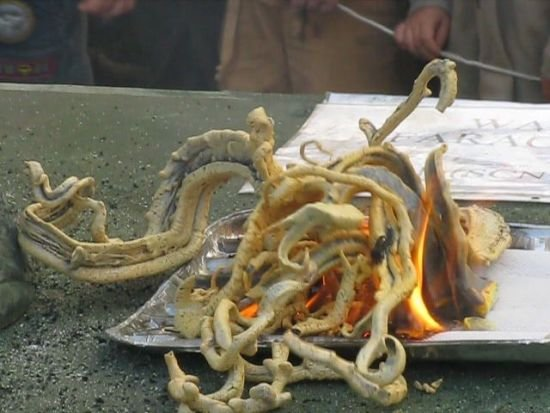
Węże Faraona

Węże faraona – doświadczenie chemiczne, w którym spalający się rodanek rtęci(II) [Hg(SCN)2] tworzy popiół w postaci zwartej porowatej masy, kształtem przypominającej wijącego się węża barwy żółtobrązowej.

## Przebieg doświadczenia
Rodanek rtęci(II) jest białym, nierozpuszczalnym ciałem stałym. Może być uzyskany jako osad w reakcji chlorku rtęci(II) z rodankiem potasu. Podobnie jak wszystkie inne związki rtęci jest wysoce toksyczny, więc eksperyment musi być przeprowadzony w dygestorium laboratoryjnym.
Produktem spalania rodanku rtęci jest nierozpuszczalna w wodzie masa, zawierająca głównie azotek węgla, C3N4. Główną reakcje można przedstawić za pomocą równania:
2Hg(SCN)2 → 2HgS + CS2 + C3N4
Po ogrzaniu C3N4 ulega on częściowemu rozkładowi do dicyjanu i azotu:
2C3N4 → 3(CN)2 + N2
W warunkach tlenowych cyjan spala się do tlenku węgla i azotu:
(CN)2 + O2 → 2CO + N2
Siarczek rtęci(II) powstający w reakcji rozkłada się w obecności tlenu z powietrza do gazowych produktów, rtęci pierwiastkowej i dwutlenku siarki. Opary rtęci mogą ulegać kondensacji na ściankach naczynia użytego do doświadczenia.
HgS + O2 → Hg + SO2
Ponadto dwusiarczek węgla (CS2) utworzony w pierwszym etapie spala się do dwutlenku węgla i dwutlenku siarki:
CS2 + 3O2 → CO2 + SO2

## Bezpieczniejsza wersja doświadczenia
Silnie trujący związek rtęci można zastąpić innymi, dużo mniej toksycznymi substancjami. Jedną z nich jest glukonian wapnia. Ponieważ nie jest on jednak łatwopalny, to w celu przeprowadzenia rozkładu termicznego konieczne jest ogrzewanie tej substancji, np. ciepłem spalania alkoholu etylowego lub innego.